# 彼得·米勒 (政治人物)
彼得·阿洛伊修斯·米勒（德語：Peter Aloysius Müller，1955年9月25日—），德国政治人物。1999年至2011年，担任萨尔州州长。2008年11月至2009年11月，担任德国联邦参议院议长。

## 生平
1955年，生于德国萨尔州诺因基兴县伊林根。曾就读于波恩大学、萨尔布吕肯大学。1995年起，担任德国基督教民主联盟萨尔州分部的主席。